# Baptisia serenae
Baptisia serenae là một loài thực vật có hoa trong họ Đậu. Loài này được M.A.Curtis miêu tả khoa học đầu tiên.